# Wazirganj
Wazirganj es un pueblo y nagar Panchayat situado en el distrito de Badaun en el estado de Uttar Pradesh (India). Su población es de 21844 habitantes (2011). 

## Demografía
Según el  censo de 2001 la población de Wazirganj era de 17452 habitantes, de los cuales el 54% eran hombres y el 46% eran mujeres. Wazirganj tiene una tasa media de alfabetización del 42%, inferior a la media nacional del 59,5%: la alfabetización masculina es del 51%, y la alfabetización femenina del 32%.